# 北コーカサス

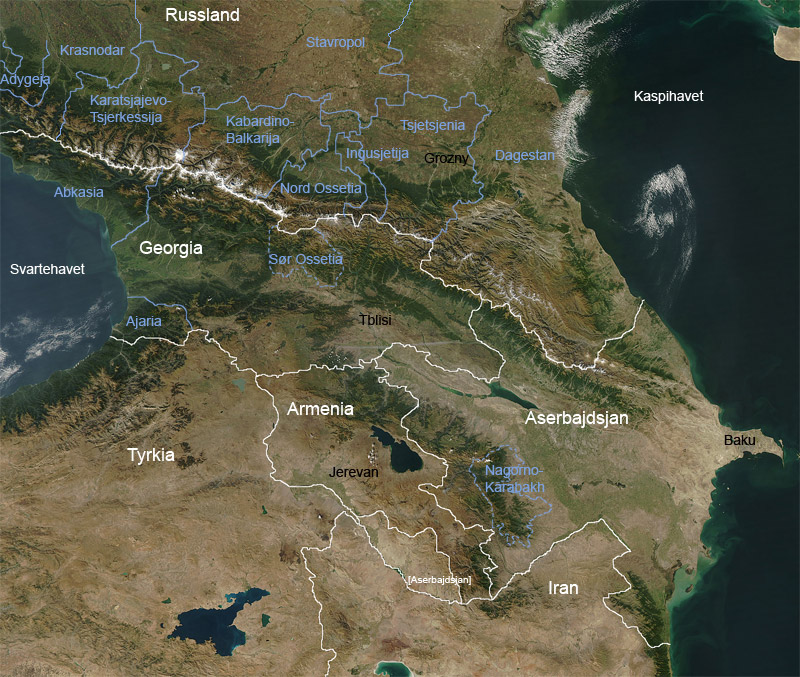
コーカサス山脈は西の黒海から東のカスピ海に走る。コーカサス山脈より北が北コーカサスである。山脈の南は南コーカサス（アゼルバイジャン、アルメニア、ジョージア)

コーカサス地域図

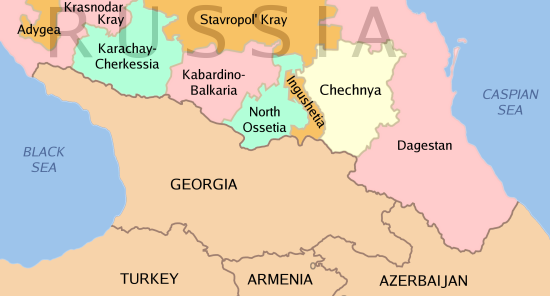
北コーカサスの行政区分

北コーカサス（きたコーカサス、北カフカース、北カフカス、英語: North Caucasus、ロシア語: Северный Кавказ、オセット語: Цæгат Кавказ、チェチェン語: Къилбаседан Кавказ、イングーシ語: Къилбаседа Кавка́з、カラチャイ・バルカル語: Шымал Кавказ）は、コーカサス地方のうちコーカサス山脈（大コーカサス山脈）よりも北に広がる部分。黒海とカスピ海に挟まれた山がちな地方であり、地理的にはヨーロッパに属している。

## 概要
ヨーロッパ側・ロシア側から見ると「コーカサス山脈のこちら側」にあたるため、英語ではシスコーカサス（Ciscaucasus）、シスコーカシア（Ciscaucasia）とも呼ばれる。一方で大コーカサス山脈の南側（南コーカサス）は、「コーカサス山脈の向こう側」を意味する「ザカフカジエ」（Закавказье、ザカフカスとも）、英語では「トランスコーカシア」（Transcaucasia）または「トランスコーカサス」（Transcaucasus）とも呼ばれる。
ジョージアとアゼルバイジャンの一部が北コーカサスに属するが、北コーカサスの大部分はロシア連邦領であり、行政的には北カフカース連邦管区（2010年に南部連邦管区より分離）に、経済地区では北カフカース経済地区に属している。北コーカサスにある連邦構成主体は、クラスノダール地方とスタヴロポリ地方の二つの「地方」のほかに、西から東の順に、アディゲ共和国、カラチャイ・チェルケス共和国、カバルダ・バルカル共和国、北オセチア共和国、イングーシ共和国、チェチェン共和国、ダゲスタン共和国などの「共和国」からなる。

## 民族集団
北コーカサスではコーカサス諸語系、インド・ヨーロッパ語族系、テュルク諸語系の様々な言語や宗教をもった民族集団が入り組んでおり、これが政治的不安定さにも繋がっている。これらの民族の間に、17世紀以降コサックを先頭にしてロシア帝国が南下を始めた。19世紀にはオスマン帝国の影響は排除され、北コーカサスはロシア帝国に併合されたが、ロシア化に抵抗する諸民族との戦争（コーカサス戦争）はロシア帝国を大いに苦しめた。チェルケス人など北コーカサスの民族の中にはロシアの支配を逃れてオスマン帝国へ移住したものも多く、現在も旧オスマン領であるシリアやヨルダンなどには北コーカサス系民族の末裔が多く住む。
ソビエト連邦の崩壊後、南コーカサスではジョージア、アゼルバイジャン、アルメニアの各共和国が独立したが、北コーカサスにあった諸々の自治共和国（チェチェン・イングーシなど）はロシアからの独立を認められなかった。
- チェチェン人
- イングーシ人
- ダゲスタン人
  - アグール人
  - アヴァール人
  - ダルギン人
  - ラク人
  - レズギン人
  - ルトゥル人
  - タバサラン人
  - ツァフル人
  - テュルク系民族（アゼリー人、クミク人、ノガイ人）
- オセット人
- カラチャイ人
- チェルケス人（アディゲ人、カバルド人）
- アブハズ人
- アバザ人
- ウビフ人

## 地理
地理的には、北コーカサスという語は大コーカサス山脈の北斜面と西端部（ロシア・ジョージア国境のプソウ川より西の、山脈南側も含む）を指す。コーカサス山脈の北方に広がる広大なステップ地帯も北コーカサスに含まれるが、その北の境界は一般にクマ＝マヌィチ窪地（クマ川、マヌィチ川により構成される低地）とされ、これより北のステップは東ヨーロッパ平原に含まれる。西端はアゾフ海と黒海をつなぐケルチ海峡であり、東はカスピ海で終わっている。